# Albert Brewer
Albert Preston Brewer, född 26 oktober 1928 i Bethel Springs, Tennessee, död 2 januari 2017 i Montgomery, Alabama, var en amerikansk demokratisk politiker.
Han var ledamot av Alabama House of Representatives, underhuset i delstaten Alabamas lagstiftande församling, 1954-1966, de fyra sista åren som talman. Han var ursprungligen en bundsförvant av George Wallace och tillträdde som viceguvernör i Alabama 1967 samtidigt som Wallaces fru Lurleen Wallace tillträdde som guvernör.
Guvernör Lurleen Wallace avled 1968 i ämbetet och Brewer efterträdde henne som guvernör. George Wallace var just då presidentkandidat för American Independent Party. Brewer valde att styra Alabama utan att ta order från Wallace och tog kraftigt avstånd från honom i demokraternas primärval inför 1970 års guvernörsval.
Medan George Wallace förde en rasistisk kampanj, vägrade Brewer att använda rasistisk retorik i sin kampanj. Han försökte bygga en koalition av utbildade medelklassiga vita, den vänsterorienterade arbetarklassen i delstatens norra del och svarta väljare som bara en kort tid hade haft möjlighet att registrera sig som väljare i Alabama. Efter primärvalets första omgång var Brewer i ledning. George Wallace vann sedan knappt i primärvalets andra omgång. Efter att Wallace hade vunnit i själva guvernörsvalet efterträdde han 1971 Brewer som guvernör.